# Филиповци
Филиповци (мкд. Филиповци) су насеље у Северној Македонији, у северном делу државе. Филиповци су у оквиру општине Кратово.

## Географија
Филиповци су смештени у северном делу Северне Македоније. Од најближег града, Куманова, село је удаљено 60 km источно.
Село Филиповци се налази у историјској области Кратовско. Насеље је положено на западним падинама Осоговских планина, на приближно 560 метара надморске висине.
Месна клима је умерено континентална.

## Становништво
Филиповци су према последњем попису из 2002. године имали 112 становника. Од тога огромну већину чине етнички Македонци.
Претежна вероисповест месног становништва је православље.